# ZARD ALBUM COLLECTION ~20th ANNIVERSARY~
《ZARD ALBUM COLLECTION ~20th ANNIVERSARY~》는 일본의 밴드 ZARD의 박스 세트로, CD 12장으로 구성되어 있으며 2012년 1월 1일 발매되었다. (CD: JBCD-2012)

## 수록 작품

### DISC 1-11
개별 CD의 트랙 리스트는 각각의 정규 음반 문서를 참조한다.
| DISC 1 - 《Good-bye My Loneliness》 DISC 2 - 《이제 찾지 않아》 DISC 3 - 《HOLD ME》 DISC 4 - 《흔들리는 마음》 | DISC 5 - 《OH MY LOVE》 DISC 6 - 《forever you》 DISC 7 - 《TODAY IS ANOTHER DAY》 DISC 8 - 《영원》 | DISC 9 - 《시간의 날개》 DISC 10 - 《멈추었던 시계가 지금 움직이기 시작했다》 DISC 11 - 《그대와의 Distance》 |

### DISC 12
| #   | 제목 | 작사            | 작곡                  | 편곡              | 재생 시간 |
| --- | --- | --------------- | --------------------- | ----------------- | --------- |
| 1.  | 〈〈그 미소를 잊지 말아요〉 (2012 Movie-theme ver.)〉 (あの微笑みを忘れないで 아노호호에미오와스레나이데[*])                                                        | 사카이 이즈미   | 카와시마 다리아       | 하야마 타케시     |           |
| 2.  | 〈〈Don't you see!〉 (TV on-air ver.)〉 | 사카이 이즈미   | 쿠리바야시 세이이치로 | 하야마 타케시     |           |
| 3.  | 〈〈영원〉〉 (永遠 에이엔[*]) | AMY (영문 번역) | 토쿠나가 아키히토     | 토쿠나가 아키히토 |           |
| 4.  | 〈〈운명의 룰렛을 돌리며〉 (TV on-air ver.)〉 (運命のルーレット廻して 운메이노루렛토마와시테[*])                                                                    | 사카이 이즈미   | 쿠리바야시 세이이치로 | 이케다 다이스케   |           |
| 5.  | 〈〈상쾌한 그대의 기분〉 (CM on-air ver.)〉 (さわやかな君の気持ち 사와야카나키미노키모치[*])                                                                        | 사카이 이즈미   | 토쿠나가 아키히토     | 토쿠나가 아키히토 |           |
| 6.  | 〈〈내일을 꿈꾸며〉 (TV on-air ver.)〉 (明日を夢見て 아시타오유메미테[*])                                                                                           | 사카이 이즈미   | 오노 아이카           | 토쿠나가 아키히토 |           |
| 7.  | 〈〈여름을 기다리는 돛처럼〉 (Theater-CM ver.)〉 (夏を待つセイル(帆)のように 나츠오마츠세이루노요니[*])                                                             | 사카이 이즈미   | 오노 아이카           | 하야마 타케시     |           |
| 8.  | 〈〈머나먼 날의 Nostalgia〉 (Acoustic arrange ver.)〉 (遠い日のNostalgia 토이히노-[*])                                                                              | 사카이 이즈미   | 모치즈키 에이스케     | 하야마 타케시     |           |
| 9.  | 〈〈LOVE ~잠 못 이루고 그대의 옆얼굴을 계속 보고있었어~〉 (Another arrange ver.)〉 (LOVE ~眠れずに君の横顔ずっと見ていた~ -네무레즈니키미노요코가오즛토미테이타[*]) | 사카이 이즈미   | 쿠리바야시 세이이치로 | 토쿠나가 아키히토 |           |
| 10. | 〈〈추·억〉 (Another arrange ver.)〉 (お・も・ひ・で 오모이데[*])                                                                                                   | 사카이 이즈미   | 테라오 히로시         | 하야마 타케시     |           |
| 11. | 〈〈좀 더 가까이서 그대의 옆모습을 보고 싶어〉〉 (もっと近くで君の横顔見ていたい 못토지카쿠데키미노요코가오미테이타이[*])                                           | 사카이 이즈미   | 오노 아이카           | 하야마 타케시     |           |
| 12. | 〈〈Demo-2〉 (composed by IZUMI SAKAI)〉 | 사카이 이즈미   | 사카이 이즈미         |                   |           |
| 13. | 〈〈잘 있거라 청춘의 그림자여 Demo〉 (IZUMI SAKAI on vocal)〉 (さらば青春の影よ 사라바세슌노카게요[*])                                                              | 사카이 이즈미   | 오노 아이카           | 토쿠나가 아키히토 |           |